# Andrzej Teisseyre (inżynier)
Andrzej Teisseyre (ur. 31 października 1911 we Lwowie, zm. 10 stycznia 2000 we Wrocławiu) – polski inżynier, profesor Politechniki Wrocławskiej, specjalizujący się w projektowaniu silników lotniczych, samochodowych, kolejowych i okrętowych.
Syn profesora geologii Wawrzyńca Teisseyre’a. W 1936 ukończył studia wyższe na Wydziale Mechanicznym Politechniki Lwowskiej. Ukończył szkołę podchorążych rezerwy – artylerii we Włodzimierzu Wołyńskim. Po studiach zaczął specjalizować się w silnikach. Pracował na Okęciu w zakładzie przemysłu lotniczego. Jako podporucznik rezerwy brał udział w kampanii wrześniowej. W latach 1939–1941 pracował jak instruktor w średnim szkolnictwie zawodowym we Lwowie. Pod koniec wojny na robotach przymusowych w Niemczech. Po powrocie z Niemiec osiedlił się we Wrocławiu, gdzie od 1948 był pracownikiem naukowym w Katedrze Silników Tłokowych (później Zakład Silników Spalinowych) Politechniki Wrocławskiej, której to katedrze szefował od 1952. Doktorat uzyskał w latach 50., habilitację w 1964, profesora w 1970. Na emeryturę przeszedł w 1981. W grudniu 1999 ukończył ostatni raport Analiza przebiegu procesu spalania w silniku wysokoprężnym.
Współprojektował pierwszy powojenny polski silnik do motocykla SHL125.
Odrębną dziedziną pracy A. Teisseyre’a było projektowanie obiektów sportowych, co częściowo wiązało się z jego hobby, jakim były biegi narciarskie i kombinacja norweska. Zaprojektował skocznie narciarskie w Brzuchowicach pod Lwowem, a później w Karpaczu i we Wrocławiu na wzgórzu „Kilimandżaro” koło kąpieliska „Morskie Oko”.
Został pochowany na Cmentarzu Świętej Rodziny we Wrocławiu.

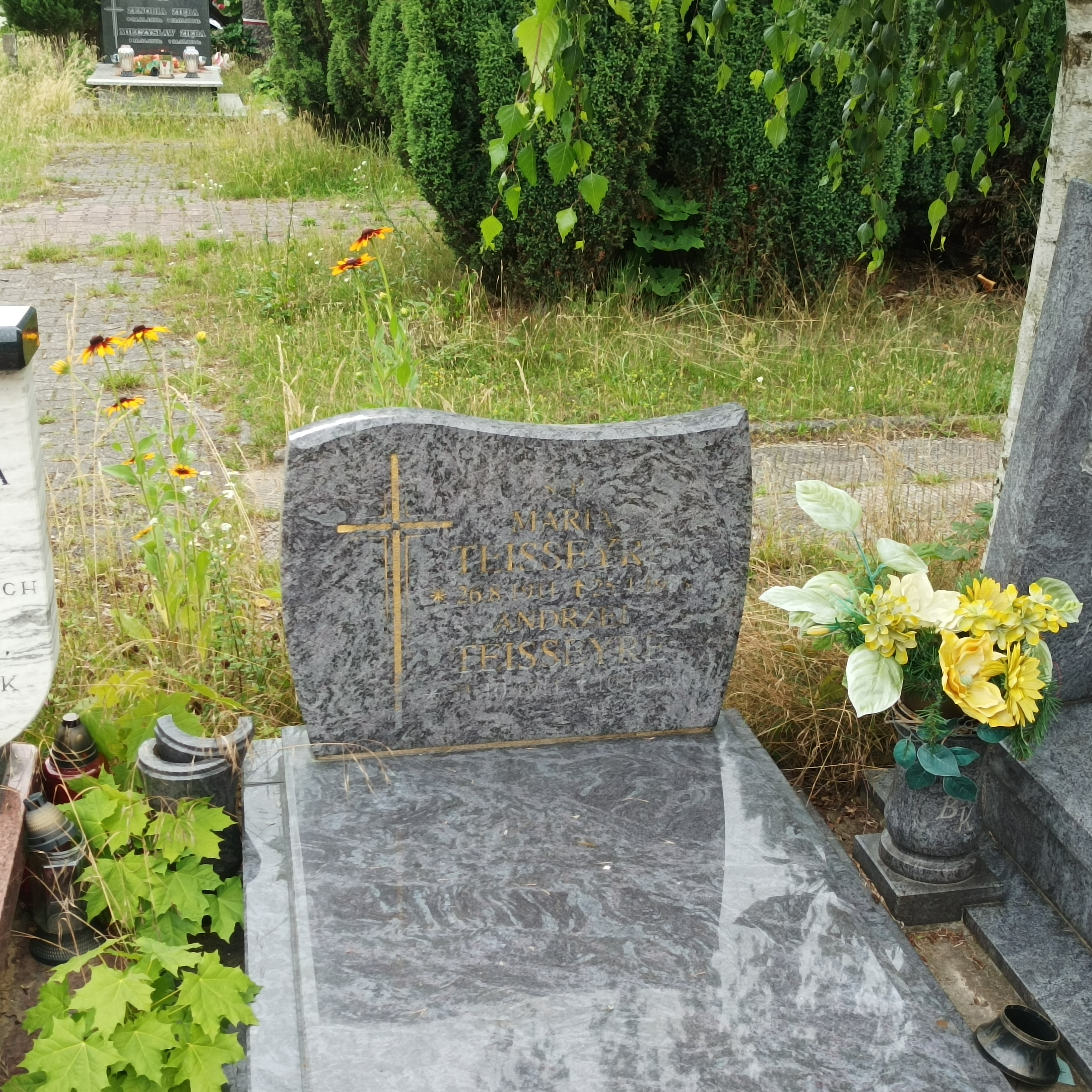
Grób Andrzeja Teisseyre na Cmentarzu Świętej Rodziny we Wrocławiu